# Seven de Canadá 2018
El Seven de Canadá 2018 fue la tercera edición del Seven de Canadá y la sexta etapa de la Serie Mundial de Rugby 7 2017-18. Se realizó durante los días 10 y 11 de marzo de 2018 en el Estadio BC Place de Vancouver (Canadá).

## Formato
Se dividen en cuatro grupos de cuatro equipos, cada grupo se resuelve con el sistema de todos contra todos a una sola ronda; la victoria otorga 3 puntos, el empate 2 y la derrota 1 punto.
Los dos equipos con más puntos en cada grupo avanzan a cuartos de final de la Copa. Los cuatro ganadores avanzan a semifinales de la Copa, y los cuatro perdedores a semifinales por el quinto puesto.
Los dos equipos con menos puntos en cada grupo avanzan a cuartos de final de la challenge trophy. Los cuatro ganadores avanzan a semifinales de la challenge trophy, y los cuatro perdedores a semifinales del decimotercer puesto.

## Equipos participantes
Como selección invitada se suma Uruguay al haber finalizado en el tercer puesto (primero de los equipos no clasificados en el circuito) del Sudamérica Rugby Sevens disputado en Punta del Este (Uruguay) y Viña del Mar (Chile).
| - Argentina - Australia - Canadá - Escocia | - España - Estados Unidos - Fiyi - Francia | - Gales - Inglaterra - Kenia - Nueva Zelanda | - Rusia - Samoa - Sudáfrica - Uruguay |

## Resultados

### Fase de grupos
- Todos los horarios corresponden al huso horario local: UTC-8.[1]

#### Grupo A
| Pos | Países         | Pts | Partidos | Partidos | Partidos | Partidos | Tantos | Tantos | Tantos |
| Pos | Países         | Pts | J        | G        | E        | P        | PF     | PC     | DP     |
| --- | -------------- | --- | -------- | -------- | -------- | -------- | ------ | ------ | ------ |
| 1   | Australia      | 8   | 3        | 2        | 1        | 0        | 100    | 57     | +43    |
| 2   | Estados Unidos | 7   | 3        | 2        | 0        | 1        | 94     | 52     | +42    |
| 3   | Canadá         | 6   | 3        | 1        | 1        | 1        | 87     | 52     | +35    |
| 4   | Uruguay        | 3   | 3        | 0        | 0        | 3        | 22     | 142    | -125   |

|  | Avanzan a cuartos de final. |

| 10 de marzo, 11:42 | Australia | 19 - 19 | Canadá | Estadio BC Place, Vancouver |  |

| 10 de marzo, 12:04 | Estados Unidos | 45 - 0 | Uruguay | Estadio BC Place, Vancouver |  |

| 10 de marzo, 15:14 | Australia | 50 - 17 | Uruguay | Estadio BC Place, Vancouver |  |

| 10 de marzo, 15:36 | Estados Unidos | 28 - 21 | Canadá | Estadio BC Place, Vancouver |  |

| 10 de marzo, 18:46 | Canadá | 47 - 5 | Uruguay | Estadio BC Place, Vancouver |  |

| 10 de marzo, 19:08 | Estados Unidos | 21 - 31 | Australia | Estadio BC Place, Vancouver |  |

#### Grupo B
| Pos | Países     | Pts | Partidos | Partidos | Partidos | Partidos | Tantos | Tantos | Tantos |
| Pos | Países     | Pts | J        | G        | E        | P        | PF     | PC     | DP     |
| --- | ---------- | --- | -------- | -------- | -------- | -------- | ------ | ------ | ------ |
| 1   | Inglaterra | 7   | 3        | 2        | 0        | 1        | 62     | 33     | +29    |
| 2   | Argentina  | 7   | 3        | 2        | 0        | 1        | 64     | 40     | +24    |
| 3   | Samoa      | 7   | 3        | 2        | 0        | 1        | 56     | 37     | +19    |
| 4   | Gales      | 3   | 3        | 0        | 0        | 3        | 27     | 99     | -72    |

|  | Avanzan a cuartos de final. |

| 10 de marzo, 10:58 | Inglaterra | 36 - 5 | Gales | Estadio BC Place, Vancouver |  |

| 10 de marzo, 11:20 | Argentina | 22 - 7 | Samoa | Estadio BC Place, Vancouver |  |

| 10 de marzo, 14:30 | Inglaterra | 5 - 21 | Samoa | Estadio BC Place, Vancouver |  |

| 10 de marzo, 14:52 | Argentina | 35 - 12 | Gales | Estadio BC Place, Vancouver |  |

| 10 de marzo, 18:02 | Gales | 10 - 28 | Samoa | Estadio BC Place, Vancouver |  |

| 10 de marzo, 18:24 | Argentina | 7 - 21 | Inglaterra | Estadio BC Place, Vancouver |  |

#### Grupo C
| Pos | Países  | Pts | Partidos | Partidos | Partidos | Partidos | Tantos | Tantos | Tantos |
| Pos | Países  | Pts | J        | G        | E        | P        | PF     | PC     | DP     |
| --- | ------- | --- | -------- | -------- | -------- | -------- | ------ | ------ | ------ |
| 1   | Fiyi    | 9   | 3        | 3        | 0        | 0        | 107    | 33     | +74    |
| 2   | Kenia   | 7   | 3        | 2        | 0        | 1        | 78     | 31     | +47    |
| 3   | Francia | 4   | 3        | 0        | 1        | 2        | 26     | 64     | -38    |
| 4   | España  | 4   | 3        | 0        | 1        | 2        | 17     | 100    | -83    |

|  | Avanzan a cuartos de final. |

| 10 de marzo, 10:14 | Kenia | 14 - 7 | Francia | Estadio BC Place, Vancouver |  |

| 10 de marzo, 10:36 | Fiyi | 45 - 5 | España | Estadio BC Place, Vancouver |  |

| 10 de marzo, 13:46 | Kenia | 43 - 0 | España | Estadio BC Place, Vancouver |  |

| 10 de marzo, 14:08 | Fiyi | 38 - 7 | Francia | Estadio BC Place, Vancouver |  |

| 10 de marzo, 17:18 | Francia | 12 - 12 | España | Estadio BC Place, Vancouver |  |

| 10 de marzo, 17:40 | Fiyi | 24 - 21 | Kenia | Estadio BC Place, Vancouver |  |

#### Grupo D
| Pos | Países        | Pts | Partidos | Partidos | Partidos | Partidos | Tantos | Tantos | Tantos |
| Pos | Países        | Pts | J        | G        | E        | P        | PF     | PC     | DP     |
| --- | ------------- | --- | -------- | -------- | -------- | -------- | ------ | ------ | ------ |
| 1   | Nueva Zelanda | 9   | 3        | 3        | 0        | 0        | 95     | 45     | +50    |
| 2   | Sudáfrica     | 7   | 3        | 2        | 0        | 1        | 73     | 40     | +33    |
| 3   | Rusia         | 5   | 3        | 1        | 0        | 2        | 38     | 93     | -55    |
| 4   | Escocia       | 3   | 3        | 0        | 0        | 3        | 50     | 78     | -28    |

|  | Avanzan a cuartos de final. |

| 10 de marzo, 9:30 | Nueva Zelanda | 31 - 26 | Escocia | Estadio BC Place, Vancouver |  |

| 10 de marzo, 9:52 | Sudáfrica | 38 - 7 | Rusia | Estadio BC Place, Vancouver |  |

| 10 de marzo, 13:02 | Nueva Zelanda | 31 - 5 | Rusia | Estadio BC Place, Vancouver |  |

| 10 de marzo, 13:24 | Sudáfrica | 21 - 0 | Escocia | Estadio BC Place, Vancouver |  |

| 10 de marzo, 16:34 | Escocia | 24 - 26 | Rusia | Estadio BC Place, Vancouver |  |

| 10 de marzo, 16:56 | Sudáfrica | 14 - 33 | Nueva Zelanda | Estadio BC Place, Vancouver |  |

### Etapa eliminatoria

#### Copa de oro
|  | Cuartos de final | Cuartos de final | Cuartos de final |       |                | Semifinales    | Semifinales | Semifinales |           |              | Copa de oro    | Copa de oro    | Copa de oro |  |
|  |                  |                  |                  |       |                |                |             |             |           |              |                |                |             |  |
|  |                  |                  |                  |       |                |                |             |             |           |              |                |                |             |  |
|  | Australia        | Australia        | 19               |       |                |                |             |             |           |              |                |                |             |  |
|  | Australia        | Australia        | 19               |       |                |                |             |             |           |              |                |                |             |  |
|  | Sudáfrica        | Sudáfrica        | 24               |       |                |                |             |             |           |              |                |                |             |  |
|  | Sudáfrica        | Sudáfrica        | 24               |       | Sudáfrica      | Sudáfrica      | 12          |             |           |              |                |                |             |  |
|  |                  |                  |                  |       | Sudáfrica      | Sudáfrica      | 12          |             |           |              |                |                |             |  |
|  |                  |                  | Fiyi             | Fiyi  | 15             |                |             |             |           |              |                |                |             |  |
|  | Fiyi             | Fiyi             | Fiyi             | Fiyi  | 15             | 43             |             |             |           |              |                |                |             |  |
|  | Fiyi             | Fiyi             |                  |       |                |                |             |             |           |              |                |                |             |  |
|  | Argentina        | Argentina        | 7                |       |                |                |             |             |           |              |                |                |             |  |
|  | Argentina        | Argentina        | 7                |       |                |                |             |             |           | Fiyi         | Fiyi           | 31             |             |  |
|  |                  |                  |                  |       |                |                |             |             |           | Fiyi         | Fiyi           | 31             |             |  |
|  |                  |                  | Kenia            | Kenia | 12             |                |             |             |           |              |                |                |             |  |
|  | Nueva Zelanda    | Nueva Zelanda    | Kenia            | Kenia | 12             | 0              |             |             |           |              |                |                |             |  |
|  | Nueva Zelanda    | Nueva Zelanda    |                  |       |                |                |             |             |           |              |                |                |             |  |
|  | Estados Unidos   | Estados Unidos   | 17               |       |                |                |             |             |           |              |                |                |             |  |
|  | Estados Unidos   | Estados Unidos   | 17               |       | Estados Unidos | Estados Unidos | 19          |             |           | Tercer lugar | Tercer lugar   | Tercer lugar   |             |  |
|  |                  |                  |                  |       | Estados Unidos | Estados Unidos | 19          |             |           | Tercer lugar | Tercer lugar   | Tercer lugar   |             |  |
|  |                  |                  | Kenia            | Kenia | 24             |                |             |             |           |              |                |                |             |  |
|  | Inglaterra       | Inglaterra       | Kenia            | Kenia | 24             | 0              |             |             | Sudáfrica | Sudáfrica    | 29             |                |             |  |
|  | Inglaterra       | Inglaterra       |                  |       |                |                |             |             | Sudáfrica | Sudáfrica    | 29             |                |             |  |
|  | Kenia            | Kenia            | 12               |       |                |                |             |             |           |              | Estados Unidos | Estados Unidos | 7           |  |
|  | Kenia            | Kenia            | 12               |       |                |                |             |             |           |              | Estados Unidos | Estados Unidos | 7           |  |
|  |                  |                  |                  |       |                |                |             |             |           |              |                |                |             |  |

##### Cuartos de final
| 11 de marzo, 11:08 | Australia | 19 - 24 | Sudáfrica | Estadio BC Place, Vancouver |  |

| 11 de marzo, 11:30 | Fiyi | 43 - 7 | Argentina | Estadio BC Place, Vancouver |  |

| 11 de marzo, 11:52 | Nueva Zelanda | 0 - 17 | Estados Unidos | Estadio BC Place, Vancouver |  |

| 11 de marzo, 12:14 | Inglaterra | 0 - 12 | Kenia | Estadio BC Place, Vancouver |  |

##### Semifinales
| 11 de marzo, 15:08 | Sudáfrica | 12 - 15 | Fiyi | Estadio BC Place, Vancouver |  |

| 11 de marzo, 15:30 | Estados Unidos | 19 - 24 | Kenia | Estadio BC Place, Vancouver |  |

##### Tercer puesto
| 10 de marzo, 17:52 | Sudáfrica | 29 - 7 | Estados Unidos | Estadio BC Place, Vancouver |  |

##### Final
| 11 de marzo, 18:19 | Fiyi | 31 - 12 | Kenia | Estadio BC Place, Vancouver |  |

| Bandera de Fiyi         |
| Campeón Fiyi            |
| 2.º título del circuito |

#### Quinto puesto
|  | Semifinales   | Semifinales   | Semifinales |            |           | Quinto puesto | Quinto puesto | Quinto puesto |  |
|  |               |               |             |            |           |               |               |               |  |
|  |               |               |             |            |           |               |               |               |  |
|  | Australia     | Australia     | 28          |            |           |               |               |               |  |
|  | Australia     | Australia     | 28          |            |           |               |               |               |  |
|  | Argentina     | Argentina     | 24          |            |           |               |               |               |  |
|  | Argentina     | Argentina     | 24          |            | Australia | Australia     | 14            |               |  |
|  |               |               |             |            | Australia | Australia     | 14            |               |  |
|  |               |               | Inglaterra  | Inglaterra | 31        |               |               |               |  |
|  | Nueva Zelanda | Nueva Zelanda | Inglaterra  | Inglaterra | 31        | 17            |               |               |  |
|  | Nueva Zelanda | Nueva Zelanda |             |            |           | 17            |               |               |  |
|  | Inglaterra    | Inglaterra    | 21          |            |           |               |               |               |  |
|  | Inglaterra    | Inglaterra    | 21          |            |           |               |               |               |  |
|  |               |               |             |            |           |               |               |               |  |

#### Challenge trophy
|  | Eliminatoria | Eliminatoria | Eliminatoria |        |         | Semifinales | Semifinales | Semifinales |  |         | Challenge trophy | Challenge trophy | Challenge trophy |  |
|  |              |              |              |        |         |             |             |             |  |         |                  |                  |                  |  |
|  |              |              |              |        |         |             |             |             |  |         |                  |                  |                  |  |
|  | Canadá       | Canadá       | 0            |        |         |             |             |             |  |         |                  |                  |                  |  |
|  | Canadá       | Canadá       | 0            |        |         |             |             |             |  |         |                  |                  |                  |  |
|  | Escocia      | Escocia      | 19           |        |         |             |             |             |  |         |                  |                  |                  |  |
|  | Escocia      | Escocia      | 19           |        | Escocia | Escocia     | 26          |             |  |         |                  |                  |                  |  |
|  |              |              |              |        | Escocia | Escocia     | 26          |             |  |         |                  |                  |                  |  |
|  |              |              | Gales        | Gales  | 15      |             |             |             |  |         |                  |                  |                  |  |
|  | Francia      | Francia      | Gales        | Gales  | 15      | 12          |             |             |  |         |                  |                  |                  |  |
|  | Francia      | Francia      |              |        |         |             |             |             |  |         |                  |                  |                  |  |
|  | Gales        | Gales        | 19           |        |         |             |             |             |  |         |                  |                  |                  |  |
|  | Gales        | Gales        | 19           |        |         |             |             |             |  | Escocia | Escocia          | 29               |                  |  |
|  |              |              |              |        |         |             |             |             |  | Escocia | Escocia          | 29               |                  |  |
|  |              |              | España       | España | 5       |             |             |             |  |         |                  |                  |                  |  |
|  | Rusia        | Rusia        | España       | España | 5       | 14          |             |             |  |         |                  |                  |                  |  |
|  | Rusia        | Rusia        |              |        |         |             |             |             |  |         |                  |                  |                  |  |
|  | Uruguay      | Uruguay      | 7            |        |         |             |             |             |  |         |                  |                  |                  |  |
|  | Uruguay      | Uruguay      | 7            |        | Rusia   | Rusia       | 7           |             |  |         |                  |                  |                  |  |
|  |              |              |              |        | Rusia   | Rusia       | 7           |             |  |         |                  |                  |                  |  |
|  |              |              | España       | España | 14      |             |             |             |  |         |                  |                  |                  |  |
|  | Samoa        | Samoa        | España       | España | 14      | 0           |             |             |  |         |                  |                  |                  |  |
|  | Samoa        | Samoa        |              |        |         |             |             |             |  |         |                  |                  |                  |  |
|  | España       | España       | 24           |        |         |             |             |             |  |         |                  |                  |                  |  |
|  | España       | España       | 24           |        |         |             |             |             |  |         |                  |                  |                  |  |
|  |              |              |              |        |         |             |             |             |  |         |                  |                  |                  |  |

#### Decimotercer puesto
|  | Semifinales | Semifinales | Semifinales |       |        | Decimotercer puesto | Decimotercer puesto | Decimotercer puesto |  |
|  |             |             |             |       |        |                     |                     |                     |  |
|  |             |             |             |       |        |                     |                     |                     |  |
|  | Canadá      | Canadá      | 31          |       |        |                     |                     |                     |  |
|  | Canadá      | Canadá      | 31          |       |        |                     |                     |                     |  |
|  | Francia     | Francia     | 19          |       |        |                     |                     |                     |  |
|  | Francia     | Francia     | 19          |       | Canadá | Canadá              | 15                  |                     |  |
|  |             |             |             |       | Canadá | Canadá              | 15                  |                     |  |
|  |             |             | Samoa       | Samoa | 21     |                     |                     |                     |  |
|  | Uruguay     | Uruguay     | Samoa       | Samoa | 21     | 14                  |                     |                     |  |
|  | Uruguay     | Uruguay     |             |       |        | 14                  |                     |                     |  |
|  | Samoa       | Samoa       | 45          |       |        |                     |                     |                     |  |
|  | Samoa       | Samoa       | 45          |       |        |                     |                     |                     |  |
|  |             |             |             |       |        |                     |                     |                     |  |

## Posiciones finales
| Pos               | Equipo         |
| ----------------- | -------------- |
| Medalla de oro    | Fiyi           |
| Medalla de plata  | Kenia          |
| Medalla de bronce | Sudáfrica      |
| 4                 | Estados Unidos |
| 5                 | Inglaterra     |
| 6                 | Australia      |
| 7                 | Argentina      |
| 7                 | Nueva Zelanda  |
| 9                 | Escocia        |
| 10                | España         |
| 11                | Gales          |
| 11                | Rusia          |
| 13                | Samoa          |
| 14                | Canadá         |
| 15                | Francia        |
| 15                | Uruguay        |